# 程寶
程寶（？—931年），五代十国南汉将领。
南汉高祖時，程寶担任承旨。大有三年（930年），南汉高祖命梁克貞、李守鄘率兵攻克交州（治所在宋平县，今越南河内市還劍郡），以李进为刺史。大有四年（931年），愛州楊廷藝举兵圍交州。程寶率兵前去救援，未至，李进逃走，交州城陷。程寶恐怕无功，于是攻打交州城门，楊廷藝率军出战。程寶力戰不敌，被楊廷藝所杀。